# Walter Ulbricht Schallfolien
Walter Ulbricht Schallfolien ist ein deutsches Plattenlabel, das 1980 von Uli Rehberg gegründet wurde.
Mit Walter Ulbricht Schallfolien gab Rehberg innovativen und experimentellen Künstlern und Bands die Möglichkeit zu Veröffentlichungen in ihrer frühen Schaffensphase. Der Name des Labels ist eine Persiflage auf dem Namen des einstigen DDR-Staatsratsvorsitzenden Walter Ulbricht und die auch als Schallfolien bezeichneten Flexidiscs der 1960er und 1970er Jahre, die als biegsame, preisgünstig herzustellende Tonträger Kinderzeitschriften beigelegt wurden oder als Werbeträger Verwendung fanden.
Seit 1996 verlagerte Rehberg den Schwerpunkt von Walter Ulbricht Schallfolien auf die Veröffentlichung seiner unter dem Künstlernamen Ditterich von Euler-Donnersperg jährlich erscheinenden Pelzwurstlieder jeweils in Heftform unter Beigabe einer Picture-Single.
Weitere Tonträger veröffentlicht er nur noch in unregelmäßiger Folge.

## Walter Ulbricht Schallfolien (Künstlerauswahl)
- SPK
- Throbbing Gristle
- Laibach
- Hafler Trio
- Werkbund
- Asmus Tietchens
- John Watermann
- Ditterich von Euler-Donnersperg
- Liedertafel Margot Honecker